# Straßenbahn La Loma
Die Tranvía de la Loma war eine Straßenbahn in der Provinz Jaén in der heutigen autonomen Gemeinschaft Andalusien in Südspanien, die von Linares über Canena und La Yedra nach Úbeda führte. Von dieser 22 km langen Verbindung zweigte in La Yedra eine fünf Kilometer lange Verbindung nach Baeza ab.

## Geschichte
Baubeginn der privat finanzierten Strecke in La Loma  Úbeda war 1905. Die Tranvia mit einer Streckenlänge wurde in drei Bauabschnitten 1901, 1904 und am 8. Dezember 1907 in Betrieb genommen. Betreiber war die Ferrocarril Eléctrico de La Loma S.A. Die ersten Straßenbahnwagen hatten einen Dieselmotor, der einen Elektrofahrmotor antrieb. Die Typen R.28 und R.30 von  Ferrocarril Eléctrico hatten eine Kapazität von 24 Sitzplätzen. 
Die privat gebaute Linie von La Loma wurde im Mai 1936 verstaatlicht und ausgebaut. Die Linie wurde elektrifiziert und erhielt eine Fahrleitung. Der Fuhrpark bestand aus Straßenbahnzügen des Unternehmens Industria Eléctrica de Barcelona, die mit 600 Volt Gleichstrom betrieben wurden. 
Die weit verbreitete Nutzung des Automobils und eine Fehleinschätzung des Nahverkehrs führten dazu, dass der Betrieb der Straßenbahn im Jahr 1966 eingestellt wurde. Am 15. Januar 1966 fuhr die letzte Tranvía in La Loma.